# Angel: Il Divoratore
Angel: il Divoratore è un volume di fumetti dedicato all'omonimo personaggio protagonista del telefilm Buffy l'ammazzavampiri e pubblicato nel 2000 negli Stati Uniti d'America dalla Dark Horse Comics.

## Storia editoriale
Le quattro storie che compongono questo paperback sono state tutte scritte da Christopher Golden quando ancora non si era diffusa la notizia della realizzazione di una serie televisiva spin-off dedicata interamente ad Angel e si conoscevano solo i pochi particolari del passato del vampiro mostrati in alcuni flashback della seconda stagione di Buffy. Questo spiega la presenza di alcune incongruenze nell'episodio Cursed!, primo episodio del volume, che contrastano con i successivi flashback sul passato di Angel trasmessi nella prima stagione del telefilm spin-off (Golden stesso ci tenne a precisarlo nella nota introduttiva al volume).

## Trame
Intenzione dichiarata dell'autore è quella di rappresentare il contrasto fra il vampiro con l'anima e l'Angelus malvagio, contrasto che alberga continuamente nella mente di Angel. La protagonista del telefilm, Buffy Summers, svolge in questo contesto solo un ruolo secondario.
Maledetto!
- Testi: Christopher Golden
- Disegni: Hector Gomez
- Inchiostro: Sandu Florea
- Colori: Guy Maggiore
- Prima pubblicazione USA: Dark Horse Presents #141 - Cursed! (marzo 1999)
- Prima pubblicazione italiana: Lexy Presents Dark Horse #13 (ottobre 2002)

Buffy ed Angel stanno sgominando un gruppo di vampiri ma una di loro, Dorian, riconosce Angelus prima di venire impalettata dallo stesso vampiro. Buffy rincuora il suo amato dicendogli di non doversi sentire in colpa per le cose che ha fatto prima di riavere l'anima ma Angel inizia a raccontarle il suo passato e conclude dicendole che tutte le azioni spregevoli e malvagie che ha commesso in passato non erano spinte dalla sete di sangue ma dal puro piacere di farlo e costituiscono tuttora per lui piacevoli ricordi.
- Anacronicità: dopo essere stato ucciso da Darla, Angelus si risveglia sdraiato su un letto mentre sappiamo dal telefilm (trasmesso un anno dopo la pubblicazione di questo fumetto) che il risveglio avviene all'interno di una bara; l'amico di Angel, anche lui di nome Liam come Angel quando era umano, lo cerca chiamandolo sempre Angelus mentre questo nome sarà adottato dal vampiro solo in seguito.

Il Divoratore parte 1
- Testi: Christopher Golden
- Disegni: Hector Gomez
- Inchiostro: Sandu Florea
- Colori: Guy Maggiore
- Prima pubblicazione USA: Angel: the Hollower #1 (maggio 1999)

San Francisco, California. Una coppia di vampiri, Catherine e Johnny Lee, ha appena ucciso una coppia di ragazzi quando vengono aggrediti da un mostro tentacolare. Johnny Lee viene catturato e trascinato nel sottosuolo mentre Catherine dimostra di conoscere questo mostro e di non essere pronta ad affrontarlo di nuovo. Due mesi dopo, Angel e Buffy uccidono un demone del Caos e fanno poi rapporto a Giles. Dopo aver riaccompagnato a casa la Cacciatrice, Angel viene affrontato da un gruppo di vampiri capitanato da Catherine che gli vogliono parlare. In una serie di flashback del 1892 ambientati a Vienna ci viene mostrata la circostanza in cui l'allora Angelus ricevette in dono dai suoi compagni Spike e Drusilla un'avvenente ragazza di nome Catherine da vampirizzare e farne la propria allieva. Catherine deve lottare per convincere Angel ad ascoltarla e si mostra anche pronta a morire pur di ottenere l'attenzione di colui che l'ha generata ma è sufficiente riferire al vampiro la minaccia che grava su tutta Sunnydale per scatenare il suo interesse.
Il Divoratore parte 2
- Testi: Christopher Golden
- Disegni: Hector Gomez
- Inchiostro: Sandu Florea
- Colori: Guy Maggiore
- Prima pubblicazione USA: Angel: the Hollower #2 (giugno 1999)

Un ragazzo viene aggredito da un vampiro ma, quando sta per essere ucciso, spunta dal mare un mostro tentacolare che afferra il vampiro e lo trascina via. Racconta l'accaduto agli amici senza accorgersi di essere ascoltato anche da Buffy, Willow e Xander. La Cacciatrice si reca a portare la notizia al suo Osservatore ma passa anche da Angel che però stranamente non la lascia entrare: il vampiro è infatti in compagnia di Catherine e di altri vampiri per cercare di raccogliere informazioni sul Divoratore. Buffy parte per la ronda armata di tutto punto dopodiché Giles riceve la visita di Angel che gli chiede informazioni sul Divoratore: da Giles scopriamo che si tratta di un mostro che risucchia letteralmente il demone presente all'interno di tutti i vampiri ma che arrivato ad un certo numero li rilascia tutti insieme nel corpo di altrettanti sventurati umani facendo ricominciare il ciclo. Alcuni vampiri tornano sul luogo di aggressione del ragazzo a cercare tracce del Divoratore ma vengono affrontati da Buffy: mentre lottano con la Cacciatrice spunta nuovamente il Divoratore che afferra e trascina via uno di loro. L'ultimo vampiro rimasto fugge via lasciandosi però sfuggire con Buffy che Angel è coinvolto. La Cacciatrice torna dall'Osservatore che la mette al corrente di quanto scoperto, Buffy tuttavia giudica sospettoso il comportamento di Angel: lui, unico nel suo genere, possiede al suo interno il demone che guida tutti i vampiri ma anche un'anima umana. Cosa succederebbe se fosse catturato dal Divoratore? Se gli venisse risucchiato il demone potrebbe restare un essere umano? È questo che Angel sta cercando di scoprire da solo?
Il Divoratore parte 3
- Testi: Christopher Golden
- Disegni: Hector Gomez
- Inchiostro: Sandu Florea
- Colori: Guy Maggiore
- Prima pubblicazione USA: Angel: the Hollower #3 (luglio 1999)

Vienna, 1894. Angelus in compagnia di Spike, Drusilla, Catherine e numerosi altri vampiri cercano di uccidere il Divoratore lanciandogli contro un'ampolla contenente una pozione in grado di dissolvere il mostro. Il piano fallisce e solo appiccando il fuoco i vampiri riescono a liberare Catherine, intrappolata nei tentacoli del Divoratore, e a mettere in fuga il mostro. Nel presente, Angel è nuovamente alla ricerca del Divoratore in compagnia di Catherine. Nel frattempo Giles riesce a tradurre il rituale che permette, attraverso una lancia modificata per diventare una sorta di parafulmine capace di attirare tutti i demoni risucchiati dal mostro, di rendere vulnerabile il Divoratore. Quest'ultimo sconfigge tutti i vampiri, compreso Catherine, ed afferra anche Angel ma accorrono in suo aiuto Buffy, che attacca il mostro con un'ascia, e Giles che compie il rituale e, grazie alla lancia parafulmine, dissolve definitivamente il Divoratore. Angel, alla fine, confessa a Buffy di essere stato attratto dall'idea di farsi risucchiare il demone nella speranza di restare umano ma non avrebbe mai corso un tale rischio sapendo che avrebbe anche potuto perdere la sua amata Cacciatrice per sempre.
- Curiosità: l'ultimo flashback è ambientato nel 1894 invece del 1892 come tutti gli altri ma, essendo la storia direttamente collegata al flashback precedente, è ipotizzabile un errore di stampa; dopo aver momentaneamente sconfitto il Divoratore Angelus dichiara di averne avuto abbastanza di Vienna e di volersi recare ad est (sappiamo dal telefilm che finirà in Romania dove gli verrà restituita l'anima).